# Благодійний фонд Бориса Ложкіна
Благодійний фонд Бориса Ложкіна — неприбуткова організація, заснована Борисом Ложкіним 2014 року. Керівник — Надія Шаломова.

## Діяльність
- забезпечення лікарень та військових госпіталів медичним обладнанням;
- благодійні аукціони.

2015 — започатковано проект «Мистецтво заради життя», в рамках якого щорічно проходять аукціони з продажу картин відомих художників. Всі зібрані кошти йдуть на придбання медичного обладнання для Центру дитячої кардіології та кардіохірургії (Київ).
2016 — початок співпраці з американською благодійною організацією Supplies Over Seas (SOS) метою якого є технічне забезпечення українських лікарень.

## Проект «Мистецтво заради життя»
13 травня 2015 року в Мистецькому Арсеналі відкрилась виставка сучасного українського мистецтва, де були представлені твори 70 художників України. 19 травня, в рамках проекту «Мистецтво заради життя» був проведений аукціон на підтримку київського центру дитячої кардіології та кардіохірургії під керівництвом дитячого кардіохірурга, доктора медичних наук, професора Іллі Ємця. На аукціоні було продано 80 робіт на сумму 10,2 млн грн. Кошти від продажу картин на аукціоні пішли на придбання медичного обладнання для потреб Центру Ємця.
Фонд придбав універсальний УЗ-апарат Phillips EPIQ-7, що дозволяє діагностувати хвороби серця у дітей ще до народження, в материнській утробі. Також фонд придбав реанімаційне місце для новонароджених.
У серпні 2015-го — медобладнання було передано Центру Іллі Ємця. Станом на березень 2016 року на ньому вже пройшли обстеження понад 5 тисяч пацієнтів, серед яких новонароджені в перші години життя, дорослі діти, а також вагітні матері.
28 березня 2016 року в «Мистецькому Арсеналі» відбувся другий аукціон. Для участі в проекті свої роботи надали понад 60 українських художників, серед яких Анатолій Криволап, Олександр Ройтбурд, Арсен Савадов, Олег Тістол, Василь Цаголов, Ілля Чичкан та ін.
30 грудня 2017 року — відкрито Відділення постінтенсивного догляду та реабілітації передчасно народжених дітей на базі Інститут педіатрії, акушерства та гінекології НАМН України. Відділення створено за кошти фонду Ложкіна, зібрані на аукціоні «Мистецтво заради життя» (червень 2017-го). Було проведено капітальну реконструкцію приміщення та придбано сучасне обладнання для проведення інтенсивної терапії дітям з перинатальною патологією.
У жовтні 2018 Борис Ложкін і Надія Шаломова, засновники Благодійного фонду Бориса Ложкіна, передали Центру дитячої кардіології та кардіохірургії під керівництвом Іллі Ємця високотехнологічний апарат штучного кровообігу Maquet HL 20, який був придбаний на кошти, отримані в ході четвертого аукціону «Мистецтво заради життя».
У листопаді 2019 року за кошти, зібрані на п'ятому благодійному аукціоні «Мистецтво заради життя», був придбаний і встановлений в Центрі дитячої гепатології апарат для проведення надточних ультразвукових досліджень, а також була обладнана палата інтенсивної терапії.

## Книжкова серія «Єврейська бібліотека»
У 2021 році за ініціативи фонду, Євроазійського єврейського конгресу та БФ князів Острозьких було започатковано книжкову серію «Єврейська бібліотека», в якій публікуються перші переклади українською всесвітньо відомих творів про євреїв та Ізраїль. Станом на кінець 2021 року друком вийшли книги: «Ізраїль. Історія відродження нації» доктора Даніеля Гордіса та автобіографія четвертого прем'єр-міністра Ізраїлю Голди Меїр «Моє життя».

## Інші благодійні акції
5 лютого 2016 року фонд з американською благодійною організацією Supplies Over Seas (SOS) передав лікарням Харкова медичне обладнання на $152 тис.. Допомога надійшла в Харківську обласну клінічну лікарню № 1, Центр екстреної медичної допомоги та медицини катастроф, Харківську обласну клінічну травматологічну лікарню, а також у військовий госпіталь.
2017 року Ложкін став фундатором двох річних стипендіальних програм Українського католицького університету[джерело?].
2017 року фонд передав БФ «Таблеточки» 1 млн грн.
У 2018 році Ложкін увійшов до опікунської ради «Таблеточок».
На початку пандемії коронавірусу Фонд забезпечив засобами захисту лікарів ДУ «Інститут отоларингології імені професора О. С. Коломійченка НАМН України».
У квітні 2020 Фонд передав наркозно-дихальний апарат Київській клінічній лікарні № 15.
У червні 2020 Фонд додав 1 млн грн до коштів, зібраних БФ «Таблеточки» на допомогу онкохворим дітям.
У червні 2021 року фонд із БФ «Таблеточки» провели акцію «Свята без хвороби». Фонд Ложкіна подвоїв 1 млн грн, зібраний «Таблеточками».